# 1700 год в музыке
1700 год в музыке был связан с следующими значительными событиями.

## События
- Джон Экклс назначен королём Вильгельмом III Мастером королевской музыки. Экклс занимал высшее положение, доступное музыкантам при английском дворе, вплоть до своей смерти в 1735 году.
- Уильям Крофт возвращается в Королевскую капеллу в Лондоне, где получил образование как «джентльмен-органист».
- Уильям Корбетт становится директором Нового театра на Линкольнс Инн Филдс.
- 14-летний Иоганн Себастьян Бах поступает на учёбу в Школу Святого Михаила в Люнебурге.
- Томазо Альбинони назначен капельмейстером церкви и театра в Мантуе при дворе герцога Карло Фернандо.
- Арканджело Корелли в третий раз избирается за его музыкальные заслуги главой инструментального отдела гильдии музыкантов Congregazione di Santa Cecilia (позже: Национальная академия Святой Цецилии).
- Джузеппе Торелли впервые выступил как скрипач-солист с оркестром, что в то время было революционным нововведением.
- В описи музыкальных инструментов принца Фердинандо Медичи впервые упоминается фортепиано. Музыкальный инструмент, изобретённый и созданный итальянским музыкальным мастером Бартоломео Кристофори, упоминается в описи как gravicembalo col piano e forte (букв. «большой клавесин с тихим и громким звуком»)[1]. Точный год изготовления первого фортепиано неизвестен (часто предполагается, что это 1698 год)[2].
- В Брюсселе открылся королевский оперный театр «Ла Монне» (фр. Théâtre Royal de la Monnaie).

## Классическая музыка
- Джон Блоу, Джеремайя Кларк, Фрэнсис Пигготт, Джон Барретт и Уильям Крофт — Choice Collection of Ayres for the Harpsichord or Spinnet
- Томазо Джованни Альбинони — Sinfonie e Concerti op. 2
- Иоганн Себастьян Бах
  - Прелюдия и фуга ре минор, BWV 549a
  - Хоральная партита «Christ, der du bist der helle Tag» фа минор, BWV 766
- Джон Блоу
  - Amphion Anglicus
  - песня «Ода на Новый год» (англ. Ode for New Year’s Day)
- Жак Буавен[фр.] — Second Livre d'orgue contenant les huit tons à l'usage ordinaire de l'église
- Себастьян де Броссар — O miraculum !, SdB.006
- Антонио Кальдара
  - La Frode della Castità
  - Il trionfo dell’innocenza
- Джеремайя Кларк — «Марш принца датского[англ.]» (приблизительная дата)
- Арканджело Корелли — XII сонат для скрипки и виолончели или цимбал (оп. 5), издано в Риме
- Джон Экклс — «Безумный любовник» (англ. The Mad Lover)
- Иоганн Каспар Фердинанд Фишер[нем.] — Musicalischer Parnassus
- Годфри Келлер[нем.]
  - The Royal Trumpett-Suite
  - 8 Trio Sonatas
- Иоганн Кунау
  - Musikalische Vorstellungen einiger biblischen Historien in sechs Sonaten auf dem Klavier zu spielen («Библейские сонаты»), изданные в Лейпциге[3]
  - Der musicalische Quack-Salber, издано в Дрездене
- Иоганн Зигизмунд Куссер
  - 6 увертюр-сюит Apollon Enjoué
  - 6 увертюр-сюит Festin des Muses
  - 6 увертюр-сюит La cicala della cetra d'eunomio
- Изабелла Леонарда — Motetti a voce sola con istromenti, Op.20
- Алессандро Скарлатти — Il rosignolo se scioglie il volo, H.318
- Уильям Корбетт — Twelve Sonatas a tre for 2 violins and b.c, op. 1
- Генрих Игнац Франц фон Бибер
  - «Брюссельская месса[нем.]» (нем. Missa Bruxellensis)
  - Huc Poenitentes (Offertorium) in c-Moll (C. 46)

## Опера

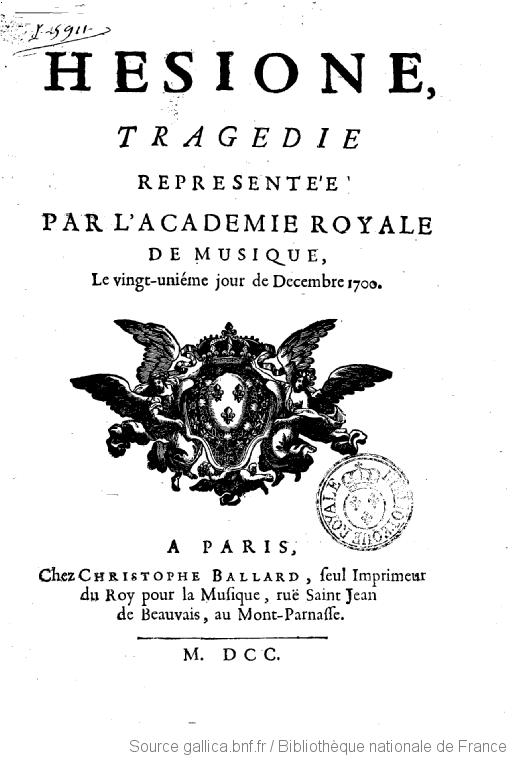
Первая страница либретто Антуана Данше музыкальной трагедии Андре Кампра «Гесиона»

- Андре Кампра — музыкальная трагедия «Гесиона[фр.]» (фр. Hésione).
- Карло Агостино Бадиа[итал.]
  - «Постоянство Улисса» (итал. La costanza d'Ulisse);
  - Cupido fuggitivo da Venere e ritrovato a' piedi della Sacra Reale Maestà d'Amalia;
  - Le gare dei beni;
  - Diana rappacificata con Venere e con Amore.
- Джон Экклс — «Суд Париса[англ.]» (англ. The Judgement of Paris).
- Алессандро Скарлатти — музыкальные драмы
  - «Эраклея» (итал. L'Eraclea);
  - «Одоардо» (итал. Odoardo);
  - «Дафна» (итал. Dafni).
- Атилио Ариости — «Аттис, или Обман, побеждённый Постоянством» (итал. Atys o L'inganno vinto dalla costanza).
- Паскаль Колласс[фр.] — «Каненте[фр.]» (фр. Canente).

## Балет
- Атилио Ариости — «Празднество Гименея» (итал. La Festa del Hymeneo)

## Публикации
- Жак Буавен — Traité abrégé de l'accompagnement pour l'orgue et pour le clavecin
- Иоганн Кунау — плутовской роман «Музыкальный шарлатан» (нем. Der musicalische Quacksalber)[3]
- Фридрих Эрхардт Нидт[нем.] — Musicalische Handleitung[4]

## Родились
- 14 января — Пикандер (нем. Picander), немецкий поэт и либреттист, самый выдающийся автор текстов для Иоганна Себастьяна Баха (ум. в 1764).
- 13 марта — Мишель Блаве (фр. Michel Blavet), французский флейтист и композитор (ум. в 1768).
- 2 апреля — Франческа Куццони[итал.] (итал. Francesca Cuzzoni), итальянская оперная певица-сопрано (ум. в 1770).
- 6 июля — Йозеф Габлер[нем.] (нем. Joseph Gabler), немецкий мастер органостроения (ум. в 1771).
- 4 октября — Себастьян Бодинус[англ.] (нем. Sebastian Bodinus), немецкий композитор и капельмейстер (ум. 1759).
- 15 ноября — Георг Фридрих Шмаль[нем.] (нем. Georg Friedrich Schmahl), немецкий органостроитель (ум. в 1773).
- 24 ноября — Иоганн Бернхард Бах Младший[нем.] (нем. Johann Bernhard Bach der Jüngere), немецкий композитор и органист из семьи Бахов, племянник Иоганна Себастьяна Баха (ум. в 1743).

Дата рождения неизвестны —
- Жан-Батист Масс[англ.] (фр. Jean-Baptiste Masse), французский композитор и виолончелист (ум. ок. 1757).
- Иоганн Игнац Бейер[нем.] (нем. Johann Ignaz Beyer), австрийский композитор, органист и капельмейстер (ум. в 1758).
- Фердинандо Галимберти[нем.] (итал. Ferdinando Galimberti), итальянский композитор, скрипач и учитель музыки (ум. ок. 1751).
- Иоганн Кристоф Пфенниг[нем.] (нем. Johann Christoph Pfennig), немецкий органист и органный мастер (ум. после 1761).

Предположительно —
- Хосеп Пиканьол[кат.] (кат. Josep Picanyol), каталонский священник, дирижёр и композитор (ум. ок. 1757).
- Йозеф Николаус Торнер[нем.] (нем. Joseph Nicolaus Torner), немецкий органист и композитор (ум. в 1762).

Не позднее 1700 года —
- Иоганн Якоб Кеплер[нем.] (нем. Johann Jacob Köpler), немецкий органостроитель (ум. после 1755).

## Умерли
- 16 января — Антонио Драги (итал. Antonio Draghi), итальянский оперный композитор эпохи барокко, придворный капельмейстер (род. 1634/1635)
- 8 февраля — Филиппо Аччайоли[итал.] (итал. Filippo Acciaiuoli), итальянский оперный композитор и либреттист, театральный менеджер, конструктор машин и поэт (род. 1637).
- 29 марта — Джованни Лоренцо Лульер[итал.] (итал. Giovanni Lorenzo Lulier), итальянский композитор, скрипач, виолончелист и тромбонист (род. ок. 1662).
- 16 мая — Петер Герольд[нем.] (нем. Peter Herold), немецкий органный мастер (год рождения неизвестен).
- 6 июня — Веспасиан Иероним Коховский (пол. Wespazjan Hieronim Kochowski), один из самых известных историков и поэтов польского барокко, наиболее типичный представитель философии и литературы сарматизма (род. 1633).
- 19 июля — Иероним Краденталер[нем.] (нем. Hieronymus Kradenthaller), немецкий композитор и органист (род. 1637).
- 6 августа — Иоганн Беер (нем. Johann Beer) — австро-саксонский писатель, композитор, музыкальный теоретик эпохи барокко, певец (контр-тенор) и придворный музыкант герцога Вейсенфельса (род. 1655).
- 23 сентября — Николаус Адам Штрунк[нем.] (нем. Nicolaus Adam Strungk), немецкий барочный композитор и скрипач (род. 1640).
- 6 августа —  Пьетро Санмартини[итал.] (итал. Pietro Sanmartini), итальянский барочный композитор и органист (род. 1636).

День смерти неизвестен —
- Август Кюнель[нем.] (нем. August Kühnel), немецкий композитор и исполнитель на виола да гамба (род. 1645)
- Андреас Тамитиус[нем.] (нем. Andreas Tamitius), немецкий органный мастер (род. 1633)

Предположительно —
- Мсье де Сент-Коломб (фр. monsieur de Sainte-Colombe), французский композитор, знаменитый мастер виолы да гамба (род. ок. 1640)